# Glacier des Courtes
Le glacier des Courtes est un glacier de France situé dans le massif du Mont-Blanc, sur la commune de Chamonix-Mont-Blanc.
Le glacier nait sur la face ouest de l'aiguille de Triolet, à environ 3 800 mètres d'altitude et s'écoule vers l'ouest en direction du glacier de Talèfre. Il est entouré par le glacier d'Argentière au nord sur l'ubac des Courtes ainsi que le glacier de Pré de Bar à l'est et le glacier de Triolet au sud-est sur l'adret de l'aiguille de Triolet.